# With Authority!
With Authority! est un jeu vidéo de catch professionnel sur ordinateur basé sur l'univers de la World Wrestling Federation, mis en ligne par Genetic Anomalies le 23 juillet 2001. Il s'agit du second jeu WWF commercialisé sur PC après WWF European Rampage Tour.
Le jeu était originellement intitulé WWF With Authority! le 23 juillet 2001. Plus tard, en 2002, à la suite d'une attaque en justice par la World Wrestling Federation (désormais WWE) et la World Wildlife Fund, le titre officiel devient WWE With Authority!.

## Système de jeu
With Authority! est à la base un jeu de cartes à collectionner et une stratégie. Le joueur doit acheter des cartes et ainsi compléter sa collection. With Authority! est mis en ligne sous la forme d'un gratuiciel et sous forme de CD disponible à partir de 5 $. Des packs pouvaient être achetés à 3 $ et contenaient des cartes aléatoires ; un certain nombre de cartes rares pouvaient être trouvées dans ces packs. Il existe un mode solo sous forme de tutoriel. Un seul adversaire dans le tutoriel est jouable. Le jeu se centre principalement sur le mode multijoueur, dans lequel un millier de joueurs étaient connectés quelques mois après la sortie du jeu. Le jeu a gardé en mémoire le nombre de fois qu'un joueur a gagné, perdu ou s'est déconnecté lors d'un match. Ce système permettait de décourager les joueurs de se déconnecter durant match alors qu'ils étaient en désavantage.
Certains catcheurs de la WWF ont été inclus dans le jeu dont The Rock, Triple H et Chris Jericho, entre autres.

## Accueil
With Authority! est l'un des premiers jeux vidéo de cartes à collectionner développé chez Genetic Anomalies. Cependant, le jeu a mal été accueilli par les joueurs, car certains d'entre eux ne souhaitaient pas payer pour acheter des cartes sans avenir. Bien que d'autres jeux similaires comme Magic: The Gathering Online ont eu du succès, Genetic Anomalies n'a pas réussi à percer dans ce domaine. Un autre jeu du même genre intitulé Raw Deal a également été mis en ligne et considéré comme une version alternative à celle de WWF With Authority!.